# Lom Alkazar

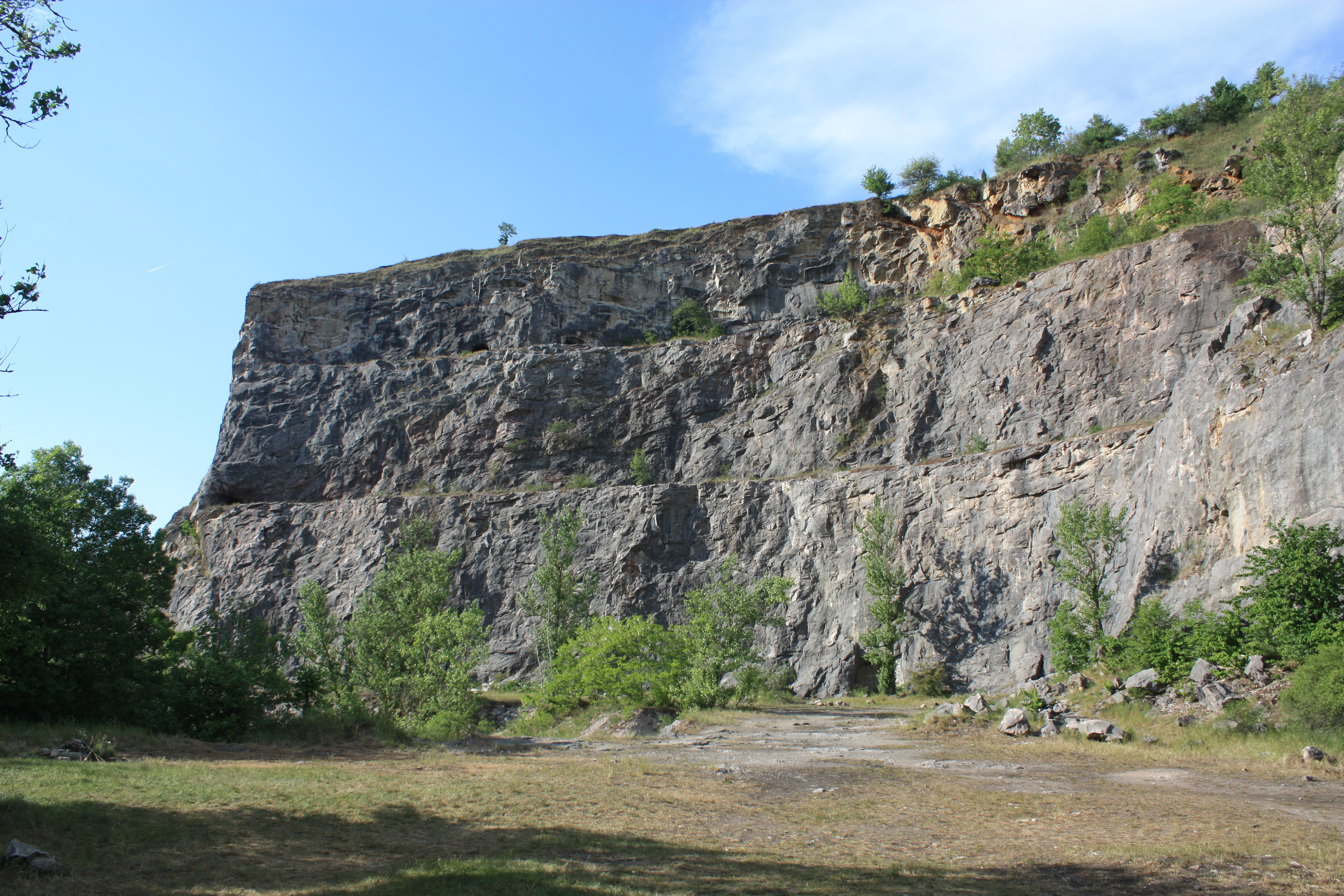
Levý amfiteátr lomu Alkazar

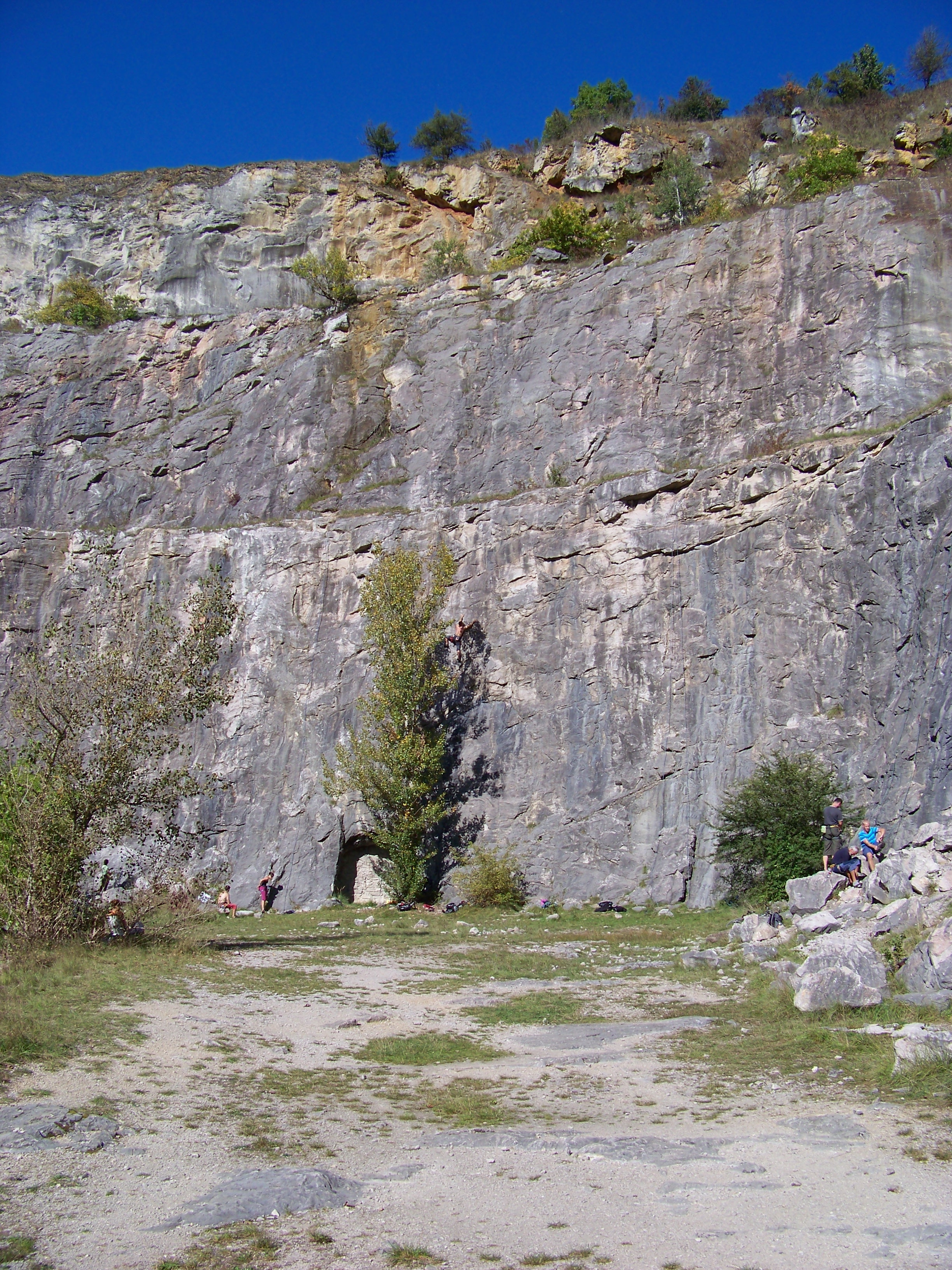
Zazděná štola v levém amfiteátru

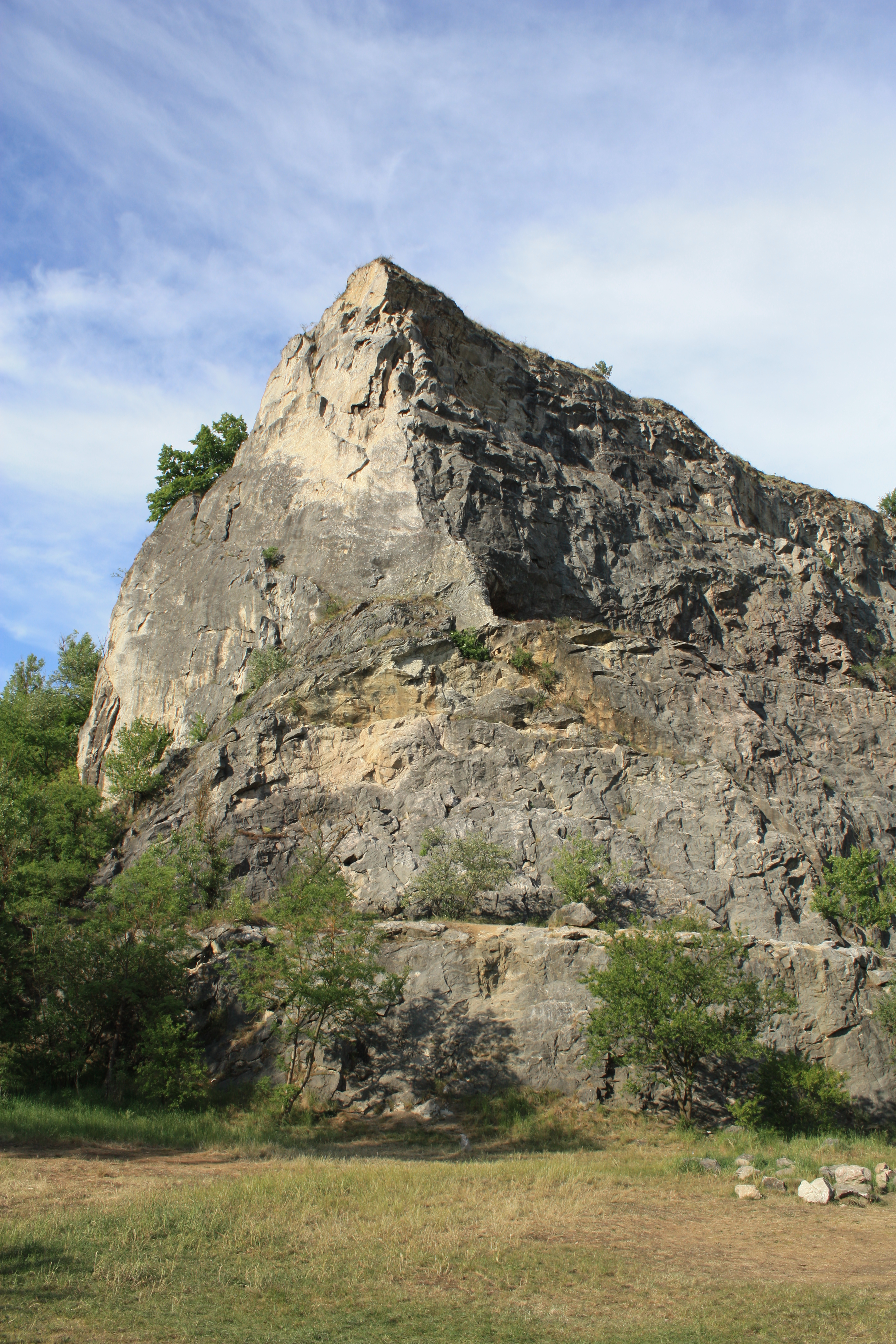
Skalní masiv Matterhorn

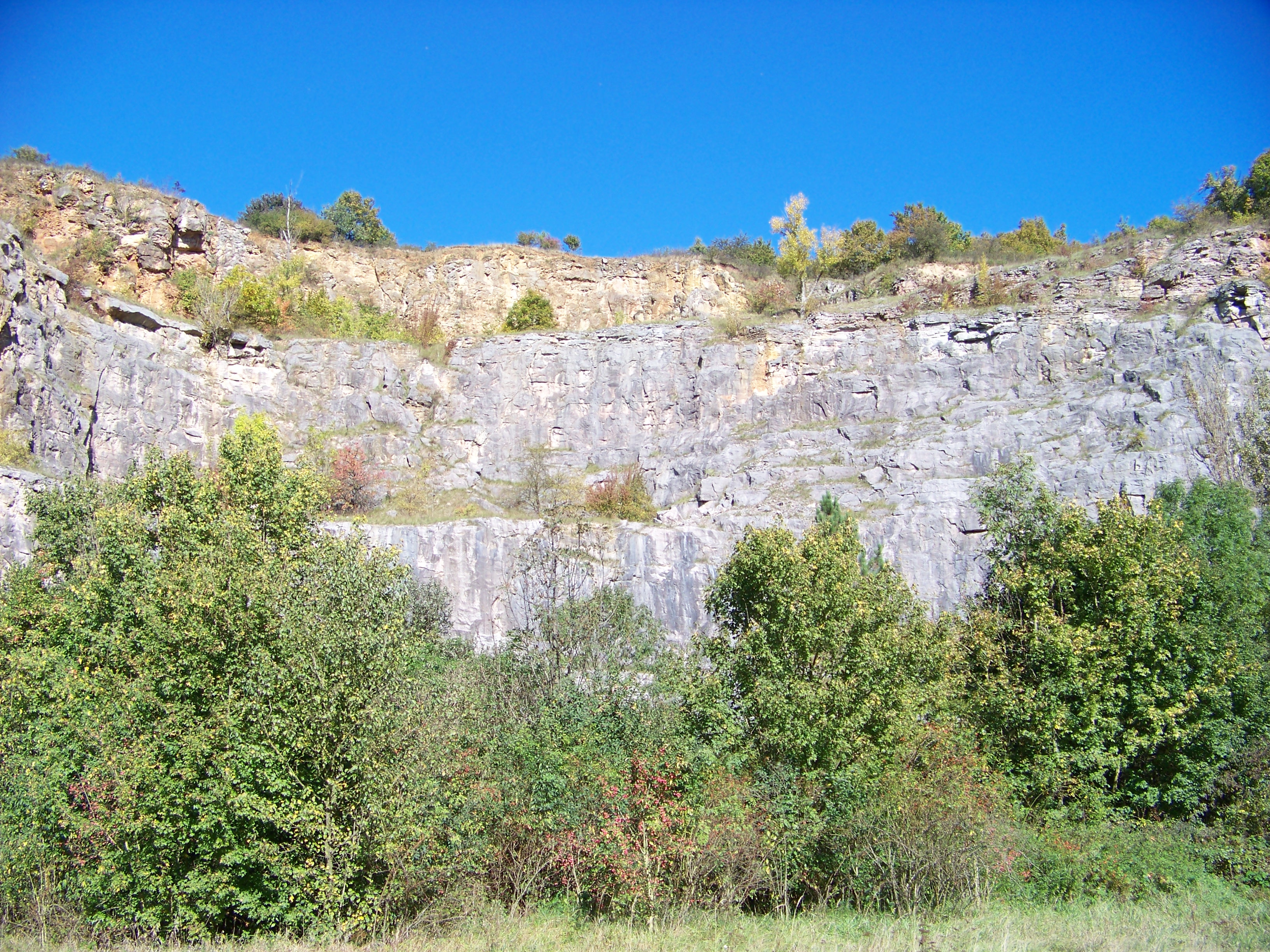
Pravý amfiteátr lomu Alkazar

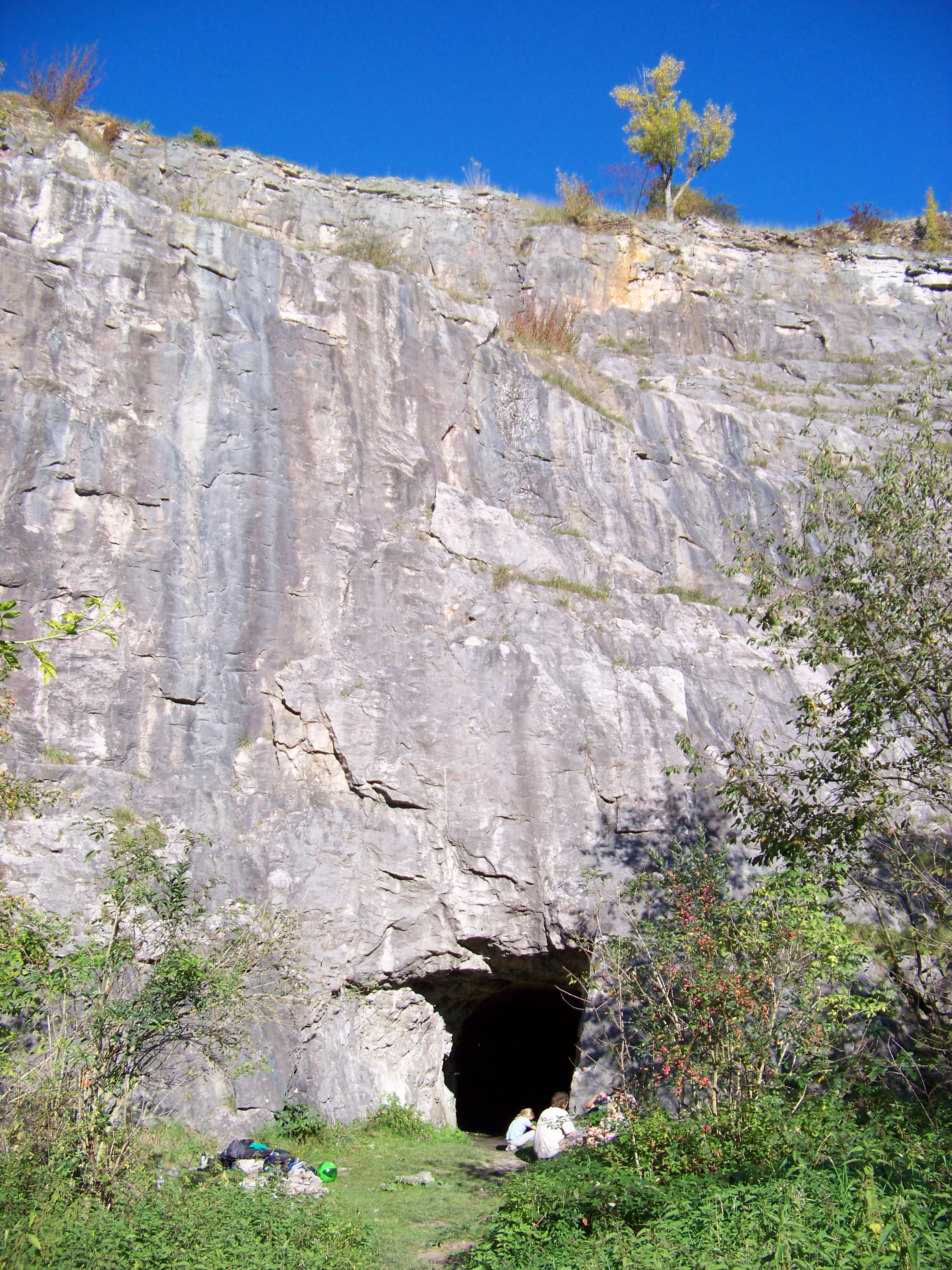
Štola v pravém amfiteátru

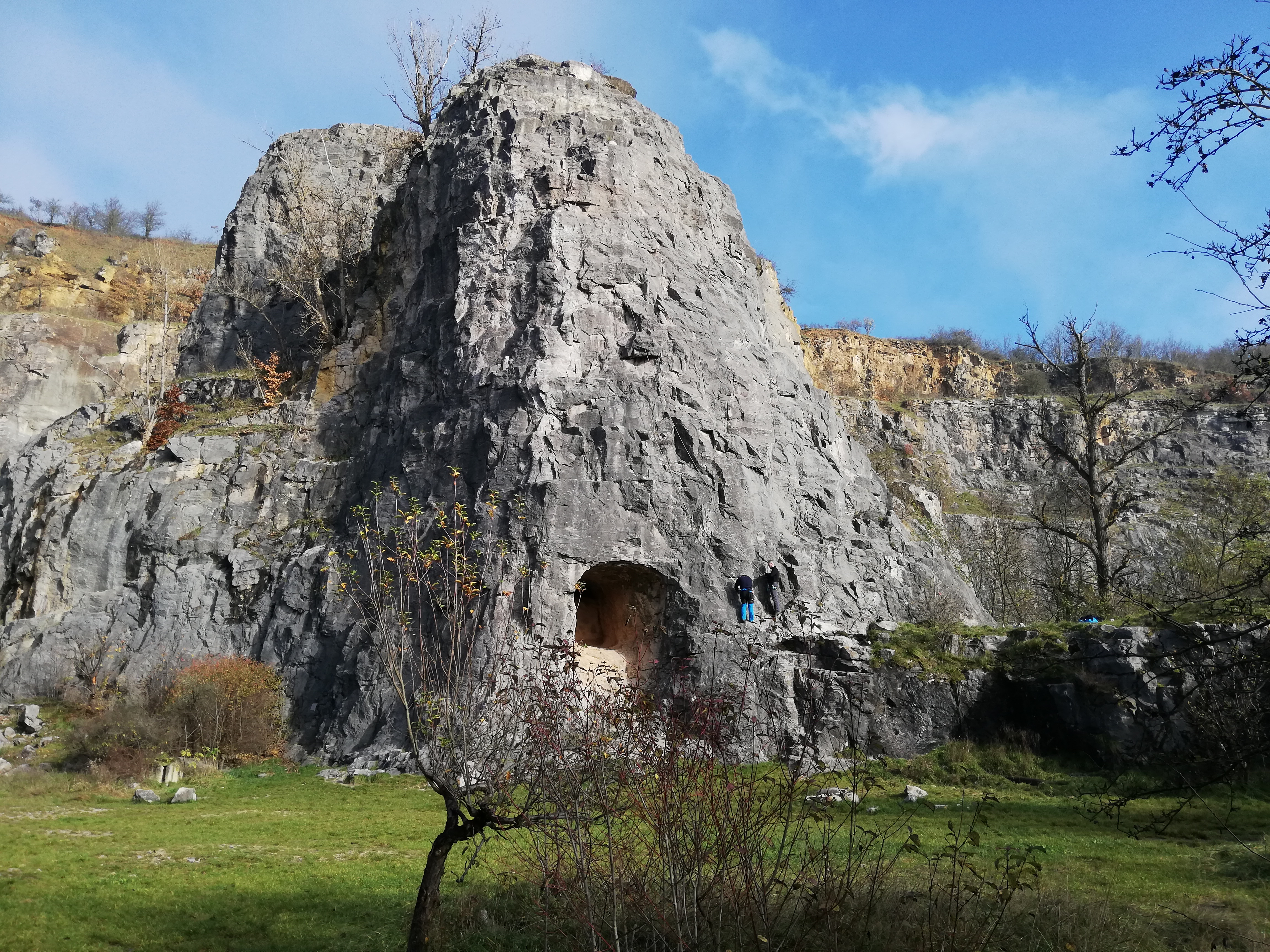
Skalní masiv Homole (Malý Matterhorn)

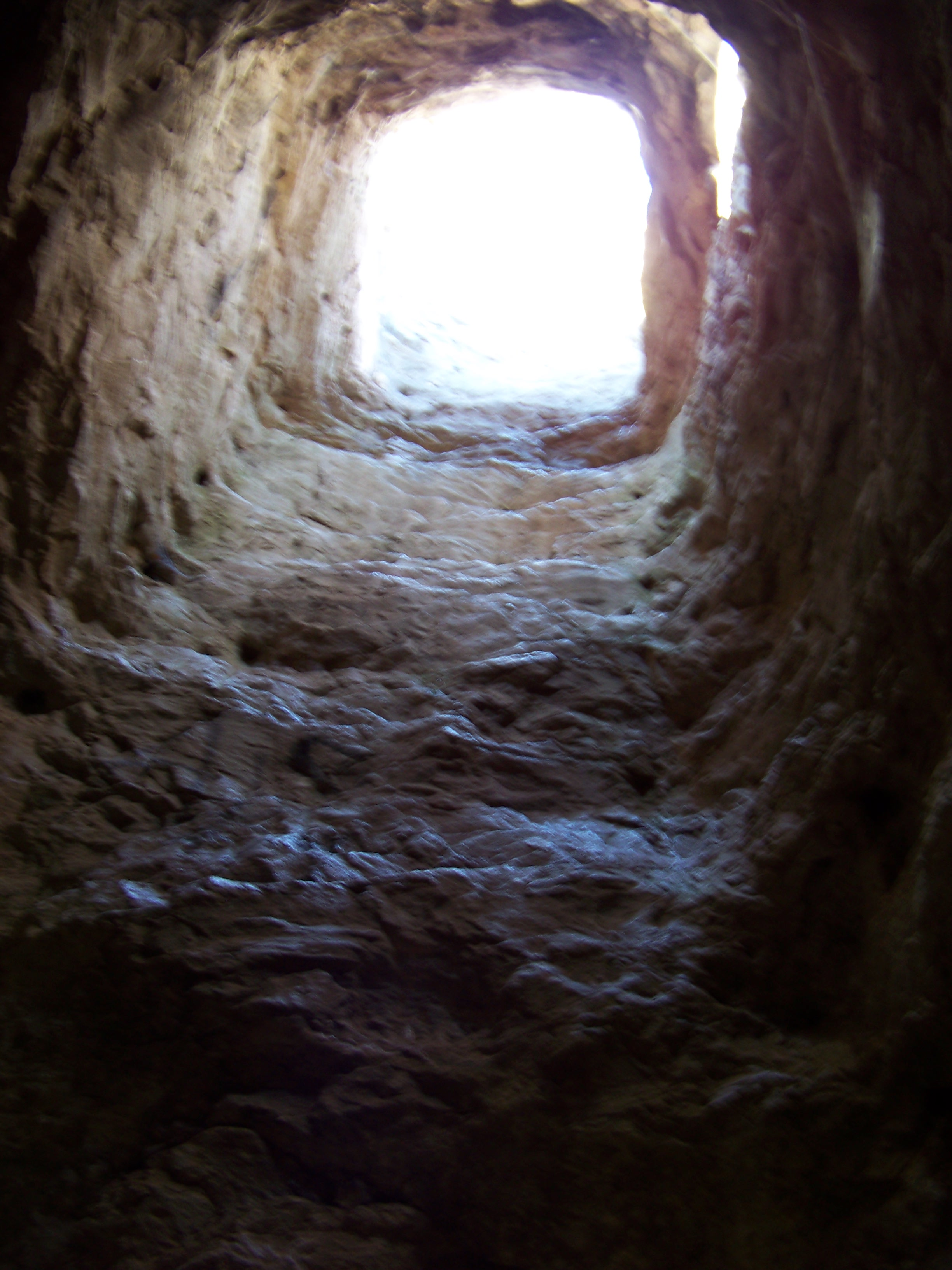
Svážná štola v Homoli (pohled ze štoly směrem ke vchodu)

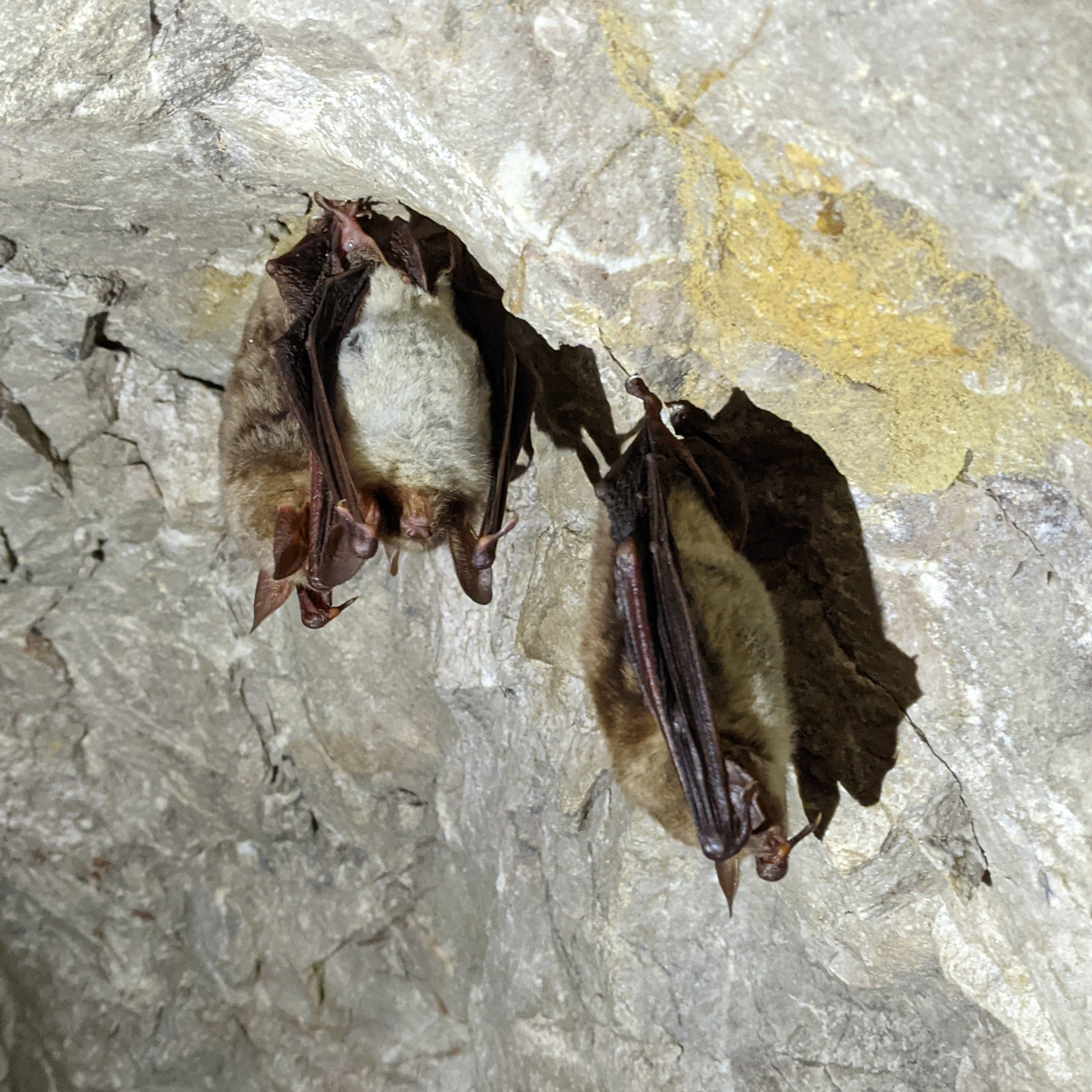
Dominantním netopýrem je v Alkazaru druh Myotis myotis (netopýr velký)

Lom Alkazar (někdy zvaný též Alkazár; V Kozle nebo Na Kozle) je neprovozovaný bývalý stěnový, ve dvou půlobloucích zalomený etážový vápencový lom. Lom, původně označovaný jako Hostim I, zakusující se do boku pravěkého a středověkého hradiště Kozel, tvoří nepřehlédnutelnou levobřežní dominantu v údolí řeky Berounky nedaleko před ústím potoka Loděnice (Kačáku) severně od obce Srbsko v okrese Beroun.

## Přístup
Lom je přístupný z Berouna po asfaltové silničce (cyklostezka EV4–Po stopách českých králů) vedoucí po levém břehu řeky Berounky. Silnička spojuje město Beroun s lomem a za ním se nacházející osadou Na Kozle, kde se stáčí na sever a pokrčuje dále až do Hostimi, která je situována jižně od Svatého Jana pod Skalou). Pokud za osadou Na Kozle sleduje chodec stále směr řeky, dostane se podél skal (s dalšími náročnými lezeckými cestami) po nezpevněné cestě až do obce Srbsko. Cestou mezi řekou a skalami míjí turista veřejně nepřístupnou Barrandovu jeskyni s přírodním jeskynním oknem ve skále vysoko nad řekou Berounkou.

## Historie

### Vznik názvu lomu
Libozvučnou přezdívku Alkazar lokalitě přisoudili původně trampové, neboť jim stěny lomu připomínaly arabské nedobytné pevnosti ve Španělsku známé svými vysokými nedobytnými hradbami. Na přelomu 20. a 21. století se tato přezdívka původního lomu Hostim I dostala i do oficiálních materiálů a map.

### Těžba vápence
Česká montánní společnost zřídila lom Hostim I poblíž osady Kozel v letech 1907 až 1909 za účelem zásobování svých pecí v Karlo-Emilově huti. V roce 1909 sfúzovala Česká montánní společnost s akciovou Pražskou železářskou společností. Pražská železářská lom provozovala až do roku 1945, kdy byla znárodněna. Lom Hostim I společně s ejpovickými rudnými doly byl řízen báňským ředitelstvím Pražské železářské společnosti sídlícím v Nučicích. Vápenec z lomu Hostim I sloužil hlavně k zásobování Královodvorské cementárny – dalšího z podniků Pražské železářské. Stěnový vápencový lom Hostim I byl zprvu tříetážový. Od roku 1927 byla hloubena jámová etáž, která ale byla v roce 1944 zasypána. V roce 1928 expandovala těžbou Pražská železářská společnost od lomu Hostim I směrem na východ do údolí Loděnického potoka (Kačáku). Po obou jeho březích byla zbudována pětice lomů pod souhrnným označením Hostim II (později označovaných jako „Lesní divadlo“). Dnes jsou známé jako Lom u cesty, Zrcadlo a Divadýlko. Lomová aktivita v lomech Hostim I a Hostim II byla ukončena během druhé světové války.  

Drážka mezi lomy Hostim I a Hostim II (historické fotografie)
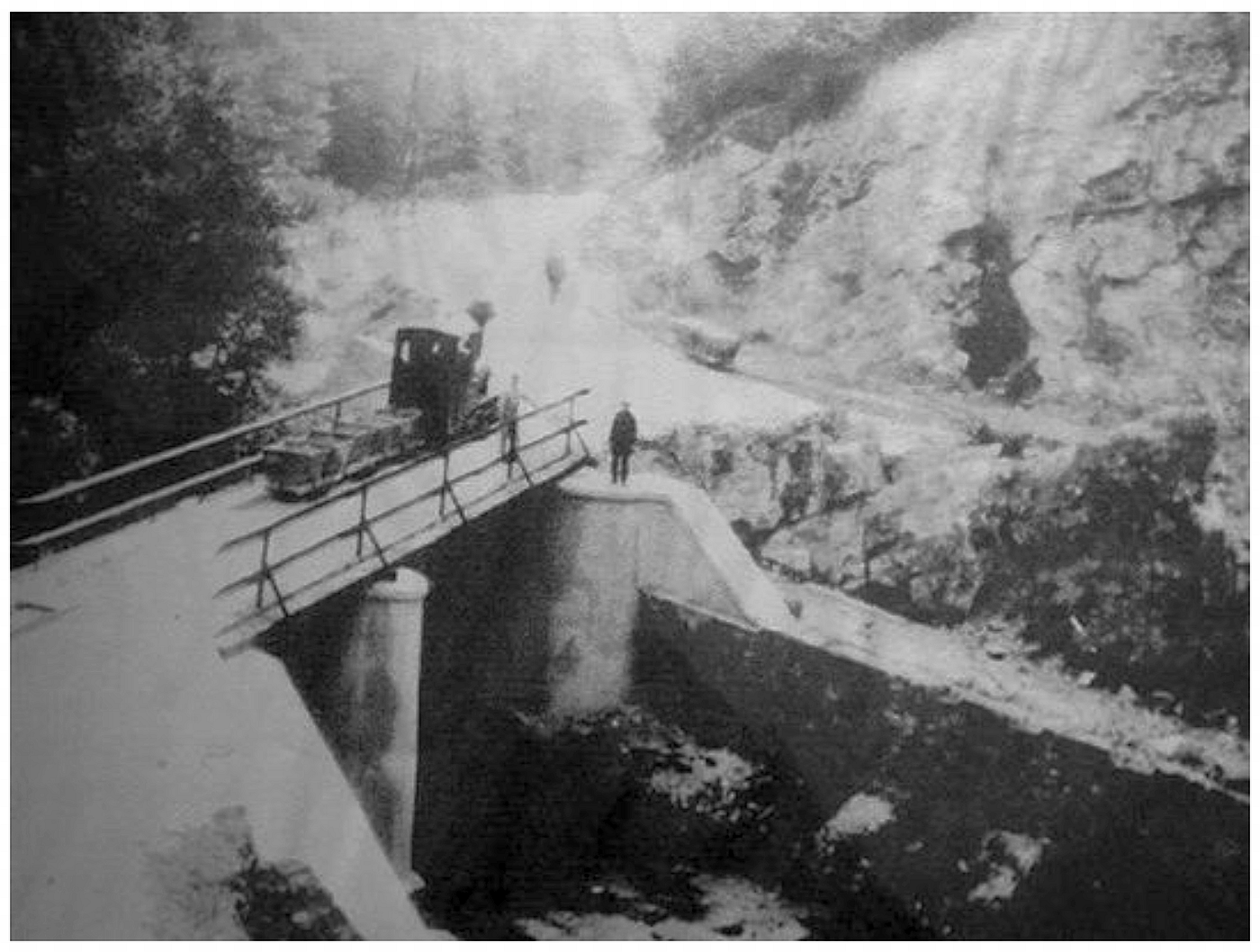
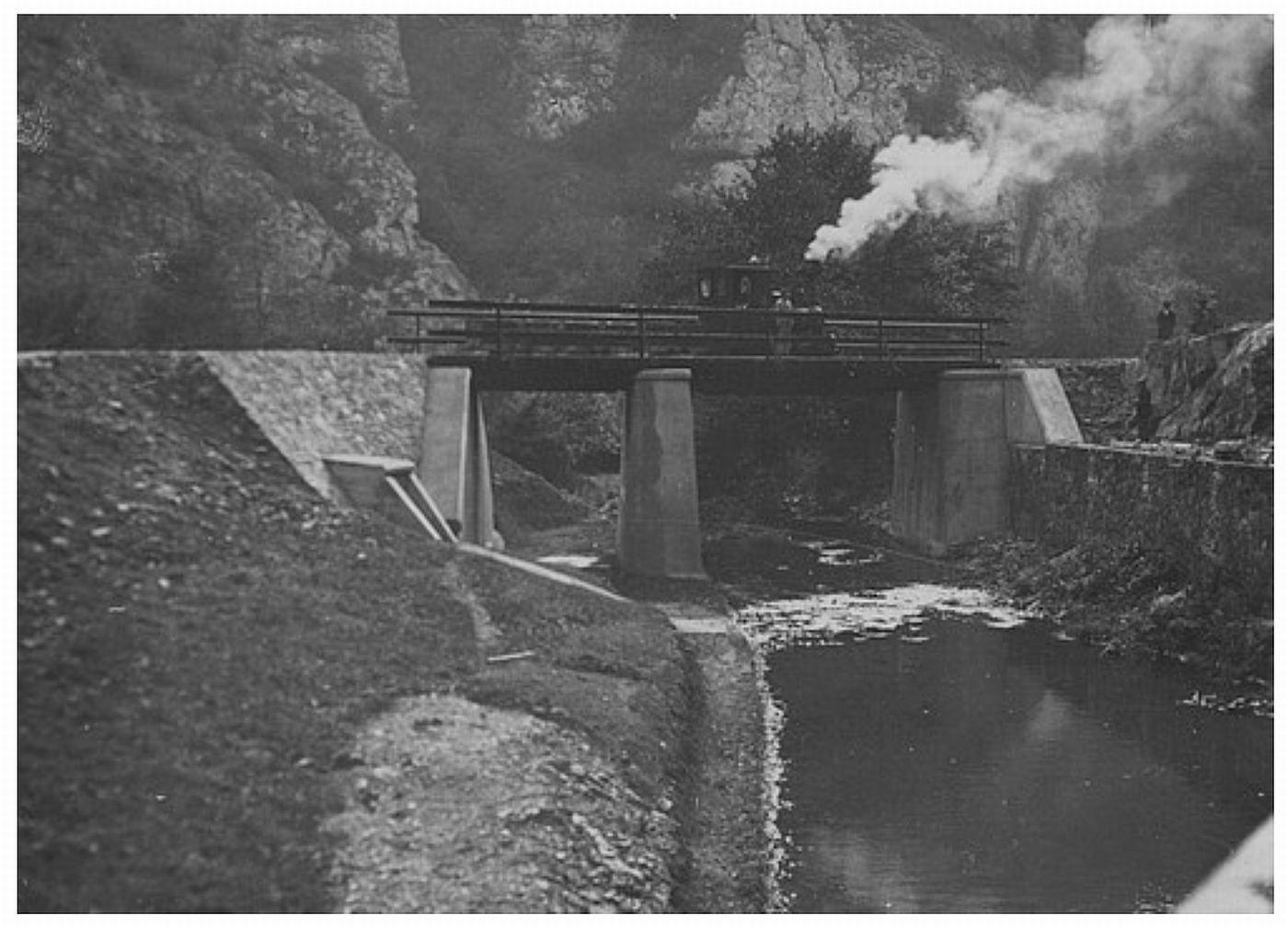
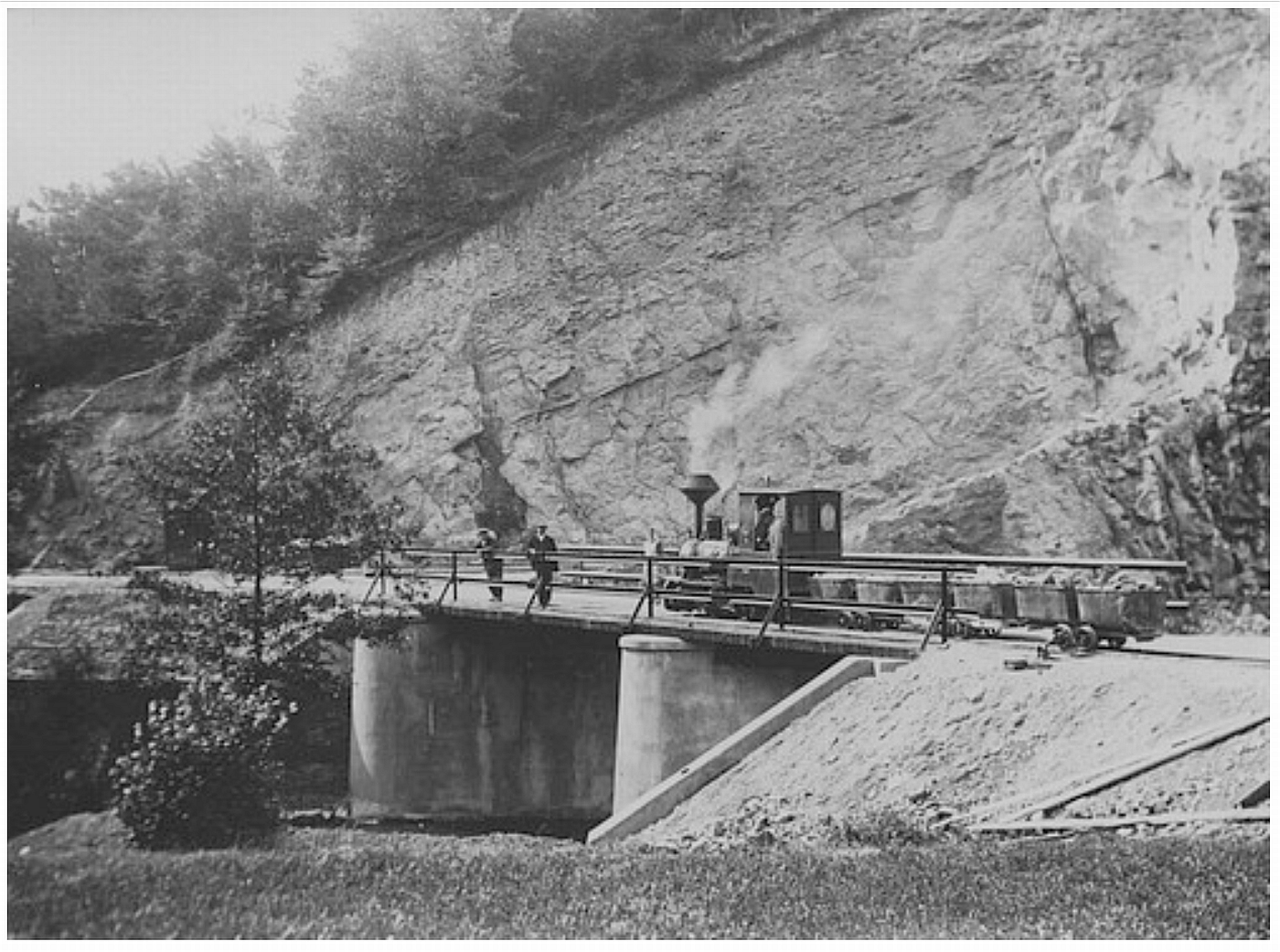

### Podzemní továrny
Těžba vápence v lomu byla omezena na začátku 40. let 20. století a ukončena na sklonku druhé světové války.
- V roce 1944 začaly Škodovy závody v povrchové etáži lomu Hostim I razit štoly pro podzemní muniční továrnu. Při té příležitosti byla zasypána jámová část lomu Hostim I a vybudována úzkorozchodná železniční trať pro přepravu materiálu do Berouna.[7]
- Systém nacisty zde vytvořených štol (ražených šachovnicovým systémem)[1][5] zamýšlela německá armáda využít pro instalaci utajené podzemní továrny (s krycím názvem Kainit) určené ke zbrojní výrobě (letecké motory, součásti raket V-1, V-2),[3] ale tento projekt nedokončili.[6][2][9][10][11]

### Přeprava materiálu
V roce 1905 byla zdvojkolejněna železniční trať na protějším (pravém) břehu Berounky a tehdy zde začala Česká montánní společnost dobývat vápenec v lomu, pro který se později vžilo označení Starý (nebo „Kavčí“). Mezi tratí a Kavčím lomem byla zbudována železniční vlečka a při ní překládací rampa lanové dráhy, kterou se z lomu Hostim I dopravoval vápenec přes Berounku, aby dále pokračoval jeho transport po železnici. (Podobný druh „lanovkové“ přepravy vápence přes Berounku byl použit i v Petzoldově lomu.) 
Vytěžený vápenec z lomu Hostim II se přepravoval tzv. drážkou (úzkokolejnou tratí) přes dvojici mostů na dno lomu Hostim I (dochované historické fotografie lomu Hostim I resp. Na Kozle zachycují pohledy na most s drážkou a lokomotivou) a odtud pak putoval lanovkou před Berounku. V roce 1944 byla vybudována úzkorozchodná železniční trať spojující lom Hostim I s Berounem. Zbytky trati jsou v terénu ještě patrny podél cesty do Berouna.

### Úložiště radioaktivního odpadu
V letech 1959 až 1964 byl do části podzemních prostor lomu navezen radioaktivní materiál z  Výzkumného ústavu v Řeži u Prahy. Prostory, kde byl v lomu Alkazar uskladněn radioaktivní odpad (RAO), patří k nejstarším úložištím v České republice. Po jejich naplnění byly uzavřeny neprostupnými masivními betonovými clonami (přepážkami, stěnami). Toto podzemní úložiště radioaktivního odpadu bylo řádně zabezpečeno proti vstupu zvědavců až v roce 1997.

### Lezecký park Alkazar
Stěny lomu Alkazar jsou využívány pro potřeby oficiálního, volně přístupného (pěší chůzí nebo na kole, nikoliv autem) Lezeckého parku Alkazar, který zde byl péčí Českého horolezeckého svazu v roce 2011 zbudován (v nejspodnější etáži Levého amfiteátru; v místě bývalého občasného vodáckého tábořiště) a je mezi sportovními lezci všech výkonnostních skupin oblíben. Stěny lomu byly osazeny jisticími prvky, lezení je na vlastní nebezpečí a horolezci musí být vybaveni vlastní lezeckou výbavou. Horolezecký park disponuje dvěma stovkami lezeckých cest různé náročnosti (lehké cesty i lezení 8. a 9. obtížnosti) i pět metrů vysokým skalním prahem sloužícím coby přístupová cesta z nejnižšího rovného patra lomu.

### Další využití
Postupem času lom obrostl vegetací, částečně se začlenil do okolního přírodního prostředí a nabyl romantického vzezření. Stále je však patrná jeho nepřírodní geometrie především v podobě pravidelných lomových etáží. Kromě trampů je lokalita lomu Alkazar využívána i filmaři pro natáčení exteriérů. Jedním z filmů natáčených u lomu byl i koprodukční western Zlatokopové z Arkansasu (1964) s Olgou Schoberovou. V lokalitě lomu Alkazar se natáčela i scéna „zkoušky orientace“ použitá v české TV filmové komedii režiséra Hynka Bočana z roku 1983 Svatební cesta do Jiljí (v hlavních rolích Libuše Šafránková a Josef Abrhám).

## Členění lomu
Lom (při pohledu přes Berounku od Tetína) je možno (dle popisu horolezců) rozdělit fyzicky na dva půloblouky se čtyřmi zřetelnými částmi. Levý amfiteátr je na své levé části ohraničen výraznou trojúhelníkovou stěnou nazývanou Matterhorn (Velký Matterhorn) a ve své pravé části pak tzv. Homolí (někdy označovanou jako Malý Matterhorn). Pravý amfiteátr lomu Alkazar se rozprostírá vpravo od Homole. Matterhorn je proražen v úrovni paty horní a střední etáže štolami. Horizontální štoly v Homoli a vertikální sypný komín za Homolí, byly vyplněny v 60. letech 20. století materiálem.
Po strmých stezkách se lze dostat i do vyšších pater lomu. V lomu Alkazar se nacházejí tři hlavní dobývací etáže. Horní patro (1. patro); střední patro (2. patro) a spodní patro (základní patro). Pod spodní etáží levého amfiteátru se nachází ještě nižší stupeň (4. patro), kde bývá dočasné vodácké či horolezecké tábořiště. Pravý amfiteátr měl pod svojí spodní etáží ještě nižší stupeň (4. patro), ale ten byl během druhé světové války zavezen vytěženým materiálem ze štol. Kromě jeskyní i většina štol v lomu Alkazar má svá specifická jména (Štola u štěrkovny; Hlavní štola; Štola pod svážnou; Štola U kamene; štola zvaná Černá kuchyně).

## Netopýři
Hlavními lokalitami podzemních zimovišť netopýrů v okolí Srbska jsou zejména štoly A, B, C (o sumární délce 400 metrů a o průměrné světlosti chodeb 3 x 2–6 metrů) v lomu Alkazar (Kozel). Tyto prostory jsou průběžně sledovány již od roku 1969, ale výzkum a údaje o netopýrech (včetně sčítání a detekce jednotlivých druhů) jsou k dispozici již z konce 50. let 20. století a průběžně i z 60. let 20. století. V lomu Alkazar se nachází komplex štol situovaných ve dvou etážích a spojených šachtou 14 metrů dlouhou. Pravidelné sčítání netopýří populace se odehrávalo ve třech štolách na spodní etáži. Dno lomu, kde jsou vchody do štol se nachází asi 10 metrů nad hladinou Berounky v těsném sousedství této řeky. Štola A je menší a nachází se nejblíže k obci Srbsko; štola B je střední a nejdelší z nich; štola C je naopak menší, situovaná v ostrohu, obsahuje dóm a je nejvíce vzdálena od obce Srbsko. Nejprostornější část celého komplexu (pro netopýry nedostupná) spojuje štoly B a C a slouží od roku 1964 jako úložiště radioaktivního odpadu.

## Krasové jevy
Nad masivními vrstvami koněpruských a sliveneckých vápenců (chudých na krasové jevy), které se vyskytují v horní etáži lomu se nacházejí deskovité a lavicovité vápence loděnické a dvorecko–prokopské (relativně bohaté na krasové jevy).
Ve 40. a 50. letech 20. století nebyl prostor lomu veřejně přístupný a později byly mezi speleology (a aktivními jeskyňáři) vedeny spory o to, do jaké krasové skupiny platného členění Českého krasu jeskyně v lomu Alkazar patří. (Celý lom Alkazar by měl patřit do 21. skupiny.) V inkriminovaném prostoru se nachází řada jeskynních vchodů zaplněných sedimenty, několik drobných jeskyní a jedna větší jeskyně (jeskyně s názvem: V lomu Alkazar – levá s délkou cca  30 m). Všechny jeskyně (jeskynní chodby) v lomu Alkazar byly objeveny při těžbě vápence a tudíž žádná z nich nemá tzv. „přirozený vchod“. Blízké jeskynní chodby především ve svrchní etáži jsou sdruženy do skupin. Ty byly buď propojeny v prostoru, který byl později odtěžen nebo byly původně spojeny chodbami, které jsou nyní vyplněny sedimenty.
V lomu se nachází nejen uměle vytvořené chodby (štoly), ale je zde zmapováno celkem 10 různě velkých pojmenovaných krasových jeskyní. (Tektonická jeskyně, Hydrotermální jeskyně, Zlomová jeskyně, Černá kuchyně, Za Homolí, Čtyřvchodová jeskyně, U hodin, Bezdomovecká jeskyně, S oknem, V lomu Alkazar).
Tektonická jeskyně
Jeskyně má číselné značení 21-064. Nevelká (asi 2×2 metry) kapsovitá jeskyně, která vznikla korozním rozšířením tektonické dutiny. Na stěnách dutiny jsou místy sintrové náteky.
Hydrotermální jeskyně
Jeskyně má číselné značení 21-065. Malá ale svým vznikem zajímavá hydrotermální jeskyně o délce 2 metry, která vznikla činností horkých roztoků.
Zlomová jeskyně
Jeskyně má číselné značení 21-066. Zkrasovělá jeskyně ve zlomové struktuře se skládá z několika průlezných dutin. Celková délka všech dostupných prostor je asi 10 metrů.
Černá kuchyně
Jeskyně má číselné značení 21-067. Jeskyně dostala název podle štoly zvané Černá kuchyně, poblíž které se nachází. Jeskyně je tvořena řadou drobných krasových jevů (korozní chodby a komíny, částečně zaplněné sedimenty z písku a hlíny). Ty vznikly v prostoru křížení několik zlomových a puklinových systémů různých směrů.
Za Homolí
Jeskyně má číselné značení 21-068 a nachází se na východní straně Homole přibližně 8 metrů od jejího vrcholu. Jeskyně průlezně dlouhá asi 3 metry je tvořena jednou jeskynní chodbou, která sleduje zřetelný zlom ve směru sever–jih. Chodba má maximální šíři 1 metr a je z velké části vyplněna sedimenty.
Čtyřvchodová jeskyně
Jeskyně má číselné značení 21-069 a je umístěna na horní etáži, zhruba ve středu levého amfiteátru (přibližně 10 metrů od zřetelné skalní plotny). Krasový útvar je tvořen čtyřmi výraznějšími jeskynními vchody a dalšími několika vchody vyplněnými sedimenty. Ve stěně nad výraznějšími vchody jsou dva šikmé podélně lomem prořízlé komíny. I tyto jsou částečně vyplněny sedimenty. Chodby jsou průlezné jen v délce maximálně 2 až 3 metry.
U hodin
Jeskyně má číselné značení 21-070 a nachází se na horní etáži, v pravé polovině levého amfiteátru, kde ve vchodu jsou zřetelné skalní „hodiny“. Jde o systém několika korozních chodeb a dutin převážnou měrou vyplněných sedimenty s celkovou průleznou délkou všech částí cca 6 metrů.
Bezdomovecká jeskyně
Jeskyně má číselné značení 21-071 a je k nalezení na horní etáži, asi 15 metrů vlevo od hranice mezi levým a pravým amfiteátrem, asi 5 metrů nalevo od jeskyně S oknem. Je tvořena složitým systémem korozních chodeb s délkou všech průlezných prostor okolo 10 metrů. Jeskyně disponuje vstupní síňkou, která byla dočasně obydlena. Hlavní chodba má paralelní větev. Ta je vyplněna téměř zcela sedimenty, ale u stropu je volný prostor. Tímto průzorem je vidět zpět do vstupní síňky.
S oknem
Jeskyně má číselné značení 21-072. Malá jeskyně s délkou cca 10 metrů s jednou malou síní je umístěna na horní etáži asi 10 metrů vlevo od hranice mezi levým a pravým amfiteátrem. Síň má v polovině výšky stěny horní etáže malé okno. Vstupní chodba má šířku maximálně 1 metr, výšku cca 1,5 metru a byla původně vyplněna sedimenty. Vstupní chodba stoupá do prostory (délka cca 4 metry x šířka max 3 metry x výška kolem 3 metrů), odkud do stěny etáže vede malé okno.
V lomu Alkazar
Jeskyně má číselné značení 21-073. Je největší (délka všech prostor zhruba 30 m) jeskyní v lomu Alkazar, nachází se na horní etáži (dva výrazné jeskynní portály) cca ve středu pravého amfiteátru. Jeskyně má rozměrné chodby s nízkými stropy a je tvořena i nízkým dómem s plochým stropem. Nedílnou součástí jeskyně je i dvojice 10 metrů od sebe vzdálených portálů. Při speleologickém průzkumu bylo nejspíše v této jeskyni nebo v jeskyni „S oknem“ nalezeno sedm pravěkých (z pozdní doby kamenné a starší doby bronzové) keramických zlomků.